# Eldorado (Oklahoma)
Eldorado est une ville du comté de Jackson, dans l'Oklahoma, aux États-Unis. La population était de 446 habitants au recensement de 2010.   

## Géographie
Eldorado a la localisation géographique suivante :  34° 28′ 21″ N, 99° 38′ 58″ O
(34,472560, -99,649330). 
Selon le United States Census Bureau, la ville a une superficie totale de 2,1 km2 (0,8 milles carrés) et est entièrement terrestre. 

## Démographie
Au recensement de 2010, 446 personnes résidaient dans la ville. La densité de population était de 560 personnes par mile carré (220 hab / km ²). Il y avait 274 unités de logement pour une densité moyenne de 389.9 par mile carré (150.9 / km ²). La composition ethnique de la ville était  à 90,70% de Blancs, à 1,14% d'Amérindiens, à 0,19% d’ Asiatiques, à 6,83% d’ autres ethnies et à 1,14% de deux ethnies ou plus. Les Hispaniques ou Latino-Américains de n'importe quelle ethnie représentaient 8,35% de la population. 
Il y avait 234 ménages dont 25,6% avaient des enfants de moins de 18 ans vivant avec eux, 47,4% étaient des couples mariés vivant ensemble, 10,7% avaient une femme au foyer sans mari présent et 38,0% étaient des personnes ne vivant pas dans une famille. 35,9% de tous les ménages étaient composés d'individus seuls et 23,9% étaient des ménages d'une personne seule âgée de 65 ans ou plus. La taille moyenne des ménages était de 2,25 individus par ménage et la taille moyenne de la famille était de 2,90 individus par ménage. 
Dans la ville, la population était répartie dans les groupes d'âges avec 23,7% de personnes de moins de 18 ans, 9,3% de 18 à 24 ans, 19,4% de 25 à 44 ans, 18,8% de 45 à 64 ans et 28,8% de 65 ans et plus. L'âge médian était de 43 ans. Pour 100 femmes, il y avait 84,3 hommes et pour 100 femmes de 18 ans et plus, il y avait 87,9 hommes. 
Le revenu médian pour un ménage dans la ville était de 21 806 $ USD et le revenu médian pour une famille était de 26 354 $ USD. Les hommes avaient un revenu médian de 25 000 $ contre 15 000 $ USD pour les femmes. Le revenu par personne pour la ville était 12,003 $ USD. Environ 20,3% des familles et 23,8% de la population vivaient en dessous du seuil de pauvreté, dont 24,8% des moins de 18 ans et 25,0% des plus de 65 ans.

## Personnalité liée à la ville
Le pasteur baptiste méridional, WA Criswell, est né dans cette ville en 1909. Il fut le pasteur de longue date de la première église baptiste de Dallas, au Texas. 